# اشلی فایرز
اشلی فایرز (انگلیسی: Ashley Fires؛ زاده ۲ مارس ۱۹۸۲) بازیگر پورنوگرافی اهل ایالات متحده آمریکا است.